# Договор купли-продажи
Договор купли-продажи — договор, по которому одна сторона (продавец) обязуется передать вещь (товар) в собственность другой стороне (покупателю), а покупатель обязуется принять этот товар и уплатить за него определённую денежную сумму (цену) (п. 1. ст. 454 ГК РФ).
Договоры поставки и купли-продажи продукции и товаров являются наиболее распространенными обязательствами в предпринимательской деятельности. Данные договоры охватывают большую часть товарных отношений в финансово-хозяйственной деятельности как юридических лиц, так и индивидуальных предпринимателей.
Договор купли-продажи является генеральной договорной конструкцией (пункт 1 главы 30 ГК РФ). В главе 30 выделяются виды договора купли-продажи: договор розничной купли-продажи, договор поставки, договор поставки для государственных или муниципальных нужд, договор контрактации, договор энергоснабжения, договор продажи недвижимости, договор продажи предприятия.
Договор купли-продажи создаёт у лиц, подписавших его, взаимные права и обязанности.
Договор купли-продажи является двухсторонним, может быть исключительно консенсуальным.
Продавец может не являться собственником товара.
Договор купли-продажи относится к числу важнейших традиционных институтов гражданского права, имеющих многовековую историю развития. Уже в классическом римском праве складывается в качестве консенсуального контракта emptio-venditio. Под ним понимался договор, посредством которого одна сторона — продавец (venditor) обязуется предоставить другой стороне — покупателю (emptor) вещь, товар (mегх), а другая сторона — покупатель обязуется уплатить продавцу за указанную вещь определенную денежную цену (premium). Римскому праву были известны договоры о продаже будущего урожая, в таких случаях применялся договор о продаже вещи будущей или ожидаемой (mei futurae sivi speratae), а продажа считалась совершенной под отлагательным условием. Договор купли-продажи мог иметь своим предметом также бестелесную вещь (res incorporales), то есть имущественное право (право требования, право осуществления узуфрукта и т. п.).

## Предмет договора
Исходя из определения договора купли-продажи, предусмотренного в ГК РФ, предметом договора является вещь (товар). Таким образом, данная договорная модель ориентирована, прежде всего, на возмездное отчуждение в вещное право материальных объектов.
Вместе с тем, конструкция договора купли-продажи может применяться также для регулирования отношений по отчуждению имущественных прав (п.4. ст. 454 ГК РФ). Имущественные права подразделяются на три основных группы: вещные, обязательственные и исключительные. Отчуждение вещных прав по договору купли-продажи очевидно невозможно в силу того, что это противоречит природе этих прав (п.4. ст.454 ГК РФ). Так, к примеру, право собственности характеризуется качеством следования за вещью и эта связь неразрывна. Одним из исключений может являться отчуждение доли в праве общей собственности. Для отчуждения исключительных прав существуют собственные правила (например, лицензионный договор). Отчуждению же прав обязательственной природы по модели купли-продажи препятствий нет. Оформление цессионных отношений по сути представляет собой куплю — продажу (в случае возмездной уступки права).
Договор купли-продажи является возмездным, двусторонним, взаимным и консенсуальным договором. Предметом договора купли-продажи не могут являться сами деньги, однако обмен валют большинство специалистов относят к разновидностям договора купли-продажи.

## Существенные условия договора купли-продажи
Единственными существенными условиями договора купли-продажи в РФ являются его предмет и количество. Согласование условия о предмете означает установление наименования и количества товара. Цена не является существенным условием, и в случае, если в договоре она не установлена, её определение происходит по правилам ст 424 ГК РФ (сходные товары в сходных условиях). Цена является существенным условием для следующих видов договоров:
- розничной и оптовой купли-продажи;
- купли-продажи недвижимости;
- купли-продажи предприятия.

Срок является существенным условием для договора поставки.
Для отдельных видов купли-продажи к существенным условиям относят: срок (договор поставки) и цену (договор купли-продажи предприятия, договор купли-продажи недвижимости).
Признаки договора купли продажи — консенсуальный, двусторонний, возмездный, взаимообязывающий, публичный, взаимосогласованный, бессрочный.

## Виды договоров купли-продажи
В гражданском праве, в частности, в Гражданском кодексе РФ, выделяют несколько видов договора купли-продажи.

### Договор розничной купли-продажи
Договор, по которому одна сторона (продавец), осуществляющий деятельность по продаже товара в розницу, обязуется передать товар в собственность другой стороне (покупателю) для использования, не связанного с предпринимательской деятельностью, а покупатель обязуется принять этот товар и уплатить за него определённую денежную сумму (цену) (п. 1 ст. 492, п. 1 ст. 454 ГК РФ). Обязательным для договора розничной купли-продажи является указание наименования и количества товара. В противном случае он признается незаключенным (ст. 455 п.3 ГК РФ).
Предметом договора является товар, который продавец обязуется передать покупателю. Под товаром понимается имущество, не изъятое из гражданского оборота (имеющееся в наличии или которое будет создано в будущем); вещи, включая деньги, предназначенные для потребления, не связанного с предпринимательской деятельностью. Предметом договора розничной купли-продажи не могут быть: обязательные права, права на нематериальные блага, обязанности.
Цена объявляется продавцом в момент заключения договора. Устанавливаемая продавцом цена должна быть одинаковой для всех покупателей. Покупатель, которому товар был продан по более высокой цене вправе требовать признания договора ничтожным, результатом которого будет двусторонняя реституция (каждая из сторон обязана возвратить другой все полученное в процессе сделки). Если товар был потреблен, то последствием признанием сделки ничтожной будет двусторонняя реституция в виде возмещения покупателю разницы между уплаченной им ценой и наименьшей ценой, по которой продавец продавал товар.
Продавцом может быть только предприниматель, осуществляющий деятельность по продаже товара в розницу, который является собственником или иным управомоченным лицом. Для продажи отдельных видов товаров продавцу требуется лицензия.
Покупателем могут быть физические и юридические лица, использующие товар в целях, не связанных с предпринимательской деятельностью.

### Договор продажи недвижимости
Договор, по которому одна сторона (продавец) обязуется передать недвижимое имущество в собственность другой стороне (покупателю), а покупатель обязуется принять это имущество по передаточному акту и оплатить его (ст. 549 ГК РФ). Договор должен быть заключен в простой письменной форме. К существенным условиям относят предмет, цену и перечень лиц, имеющих право на пользование жилым помещением с указанием их прав. Существуют также повышенные требования к детализации предмета, а именно, при продаже земельного участка указываются месторасположение (адрес), кадастровый номер, категория земель, цель использования и общая площадь. При отсутствии требуемой детализации договор считает незаключенным.

### Договор энергоснабжения
По договору энергоснабжения энергоснабжающая организация обязуется подавать абоненту (потребителю) через присоединенную сеть энергию, а абонент обязуется оплачивать принятую энергию, а
также соблюдать предусмотренный договором режим её потребления, обеспечивать безопасность эксплуатации находящихся в его ведении энергетических сетей и исправность используемых им приборов и оборудования, связанных с потреблением энергии (статья 539 ГК РФ).
Электроэнергия является специфическим предметом договора. Юридически это товар, который, однако, не относят к вещам. Отсюда следует выделение договора электроснабжения в отдельный вид договоров купли-продажи, поскольку предметом купли-продажи обычно является товар, обладающий признаками вещи. У покупателя электроэнергии не возникает право продавать её, дарить, вносить в залог.
При договоре купли-продажи товар переходит из собственности продавца в собственность покупателя. Вопрос собственности на электроэнергию остается открытым. В реальности её контролируют собственники сети или владельцы источника энергии.

### Договор контрактации
По договору контрактации производитель сельскохозяйственной продукции обязуется передать выращенную (произведенную) им сельскохозяйственную продукцию заготовителю — лицу, осуществляющему закупки такой продукции для переработки или продажи (статья 535 ГК РФ). Отличие контрактации от других договоров заключается в том, что по ней может быть передана только сельскохозяйственная продукция, которая или вообще не подвергалась переработке, или была произведена лишь её первичная обработка.
Кроме того, по договору контрактации, продукция передается заготовителю на определенные цели, тогда как цели приобретения по другим договорам шире.

### Договор поставки
Таким договором признается такой договор купли-продажи, по которому поставщик (продавец), осуществляющий предпринимательскую деятельность, обязуется передать в обусловленный срок производимые или закупаемые им товары покупателю для использования в предпринимательской деятельности или в иных целях, которые не связаны с личностными, домашними и другим подобным использованием (ст.506 ГК).
Основным отличительным признаком договора поставки является то, каким образом будет использоваться предмет договора. Товар по договору поставки приобретается для осуществления в последующем хозяйственной деятельности юридического лица или индивидуального предпринимателя.
По договору поставки, в отличие от договора купли-продажи, доставить товар должен поставщик. Но условия договора могут предусматривать и передачу товара на складе поставщика (выборку товара) (п. 2 ст. 510 ГК РФ).
Также, в отличие от договора купли-продажи, исполнением договора поставки является передача товара покупателю, а не его возможная передача перевозчику, если только у него нет таких полномочий, выданных покупателем.
Договор поставки не может быть заключен организацией, не занимающейся предпринимательской деятельностью.

### Договор продажи предприятия
По договору продажи предприятия продавец обязуется передать в собственность покупателя предприятие в целом как имущественный комплекс, за исключением прав и обязанностей, которые продавец не вправе передавать другим лицам.
Договор продажи предприятия заключается в письменной форме и подлежит государственной регистрации и считается заключенным с момента такой регистрации.

### Договор поставки товаров для государственных или муниципальных нужд
Поставка товаров для государственных или муниципальных нужд осуществляется, прежде всего, в соответствии с федеральными законами от 5 апреля 2013 г. N 44-ФЗ, от 29 декабря 2012 г. N 275-ФЗ, от 29 декабря 1994 г. N 79-ФЗ,от 13 декабря 1994 г. N 60-ФЗ,от 2 декабря 1994 г. N 53-ФЗ.
Осуществляется на основе государственного или муниципального контракта на поставку товаров для государственных или муниципальных нужд, а также заключаемых в соответствии с ним договоров поставки товаров для государственных или муниципальных нужд (статья 525 ГК РФ).
Государственный или муниципальный контракт заключается на основе заказа на поставку товаров для государственных или муниципальных нужд, размещаемого в порядке, предусмотренном законодательством о размещении заказов на поставки товаров, выполнение работ, оказание услуг для государственных и муниципальных нужд.